# Сафроненко, Владимир Александрович
Владимир Александрович Сафроненко (рум. Vladimir Safronenko; 18 марта 1957, Тирасполь, Молдавская ССР, СССР) — советский и молдавский футболист. Защитник, полузащитник. Мастер спорта СССР (1980).

## Карьера
Воспитанник ДЮСШ «Тирасполь». За свою карьеру выступал в советских и молдавских командах «Нистру» (Кишинев), СКА (Одесса), «Спартак» (Москва), «Локомотив» (Москва), «Колос» (Никополь), АПК (Азов), «Тилигул» (Тирасполь), «Кодру» (Калараш), «Сперанца» (Ниспорены), «Конструкторул» (Кишинёв), «Виктория» (Кахул), «Униспорт» (Кишинёв). После завершении карьеры игрока входил в тренерский штаб «Кодру», далее был главным тренером «Виктории» (Кахул), «Думбравы» (Кожухна).

## Достижения
- Серебряный призёр чемпионатов СССР 1981, 1983 годов
- Бронзовый призёр чемпионатов Молдавии 1994, 1996 годов
- Обладатель Кубка Молдавии 1996 года
- Мастер спорта СССР (1980)